# ساماستيبور
ساماستيبور رمزها «SM» (بالإنجليزية: Samastipur)‏ ، هو تقسيم إداري لدولة الهند تتبع ولاية بيهار (بالإنجليزية: Bihar)‏ ، مركزها هو مدينة ساماستيبور (بالإنجليزية: Samastipur)‏ عدد سكانها حسب تعداد سنة 2001 هو 4,254,782 ، مساحتها 2,905 كم² وكثافة السكان 1,465 لكل كم² .